# Kano (groupe)
Pour les articles homonymes, voir Kano.
Kano est un groupe italien d'Italo disco.

## Histoire
Formé en 1979 en Italie, le groupe se compose des producteurs et musiciens italiens Matteo Bonsanto, Luciano Ninzatti et Stefano Pulga, ainsi que de chanteurs et musiciens de studio. Kano se fait surtout connaitre dans les discothèques américaines. Trois chansons du groupe, It's a War, I'm Ready et Holly Dolly, remportent un franc succès dans la ville de Détroit. En décembre 1980, It's a War est classé 2e dans les classements dance du magazine américain Billboard, derrière Celebration de Kool and the Gang. Le deuxième LP du groupe, intitulé New York Cake, est publié le 23 novembre 1981. En 1983 sort Another Life, qui sera le dernier LP du groupe. Kano est dissout la même année. Il vend un total de 600 000 disques, principalement aux États-Unis.
Matteo Bonsanto, Luciano Ninzatti et Stefano Pulga évoluent entre-temps au sein d'autres projets, parmi lesquels Dharma et Pink Project. En 1993, I'm Ready est échantilloné par le groupe Tag Team dans sa chanson Whoomp! (There It Is),.
Après une pause de 20 ans, le nom Kano revient en 2005 avec quelques productions liées à l'electro-dance, publiées par son propre label indépendant Fulltime. En 2006, il revient avec le nouvel inédit We Are Ready (une nouvelle version de I'm Ready). En 2021, près de quarante ans après le précédent, le quatrième album studio lié au projet Kano sort, intitulé No Cents... Go Funky ! et publié par les labels Fulltime Production et Goodymusic Production. En 2022, une version remaniée de leur titre le plus connu It's a War sort avec la collaboration du DJ allemand Purple Disco Machine.

## Discographie

### Albums studio
| 1980                                                                               | Kano          | –  | –   | 26 | –  |
| 1982                                                                               | New York Cake | –  | 189 | 53 | –  |
| 1983                                                                               | Another Life  | 19 | –   | –  | 25 |
| « – » signifie que l'album ne s'est pas classé ou n'a pas été publié dans ce pays. |               |    |     |    |    |

### Singles
| Année                                                                                | Titre                   | Meilleure position | Meilleure position | Meilleure position | Meilleure position | Meilleure position | Meilleure position |
| Année                                                                                | Titre                   | ALL ,              | É.-U. Hot 100      | É.-U. Dance ,      | É.-U. Soul ,       | SUI                |                    |
| ------------------------------------------------------------------------------------ | ----------------------- | ------------------ | ------------------ | ------------------ | ------------------ | ------------------ | ------------------ |
| 1980                                                                                 | I'm Ready / Holly Dolly | –                  | –                  | 8                  | 21                 | –                  |                    |
| 1980                                                                                 | It's a War / Ahjia      | –                  | –                  | 2                  | –                  | –                  |                    |
| 1980                                                                                 | Now Baby Now            | –                  | –                  | –                  | –                  | –                  |                    |
| 1981                                                                                 | Can't Hold Back         | –                  | 89                 | 20                 | 35                 | –                  |                    |
| 1981                                                                                 | Don't Try to Stop Me    | –                  | –                  | –                  | –                  | –                  |                    |
| 1983                                                                                 | Another Life            | 10                 | –                  | –                  | –                  | 8                  |                    |
| 1983                                                                                 | Queen of Witches        | 64                 | –                  | –                  | –                  | –                  |                    |
| « – » signifie que le single ne s'est pas classé ou n'a pas été publié dans ce pays. |                         |                    |                    |                    |                    |                    |                    |